# فرودگاه آبی کولویل لیک
فرودگاه آبی کولویل لیک (به انگلیسی: Colville Lake Water Aerodrome) یک فرودگاه همگانی است که یک باند فرود آب دارد. این فرودگاه در کشور کانادا قرار دارد و در ارتفاع ۲۴۴ متری از سطح دریا واقع شده‌است.